# Débarquement de la Pointe de Pen Lan
Chouannerie
Batailles
- Ambon
- Trébiguet
- Coëtbihan
- Mangolérian
- Saint-Jean-Brévelay
- Trédion
- Guémené-sur-Scorff
- Le Faouët

- Grand-Champ
- Saint-Bily
- Florange
- Pont-de-Buis

- Groix
- 1er Pontsal
- Saint-Michel
- 2e Pontsal
- Auray
- 1re Landévant
- 2e Landévant
- Fort Sans-Culotte
- Carnac
- Sainte-Barbe
- Elven
- Josselin
- Plouharnel
- Pont-Aven
- Coëtlogon
- Quintin
- Quiberon

Pont de Bovrel
- Elven
- Camezon
- Colpo
- Remungol
- Muzillac
- Lemboh
- Maigrit
- Plaudren
- 1re Locminé

- 2e Locminé
- Vachegare
- Mont-Guéhenno
- 1er Redon
- 2e Redon
- Pen Lan
- La Tour d'Elven
- Pont du Loc'h

Le débarquement de la Pointe de Pen Lan (nuit du 28 au 29 novembre 1799) est une livraison d’armes, de munitions et d’or organisée pendant la Troisième chouannerie par Georges Cadoudal et le ministre anglais Windham, ayant eu lieu à l’embouchure de la Vilaine, sur la pointe de Pen Lan à Billiers (actuel département du Morbihan en Bretagne).

## Contexte historique
La Troisième chouannerie est provoquée par le coup d'État du 18 fructidor an V (4 septembre 1797) lors duquel les lois contre les émigrés et les prêtres réfractaires sont remises en vigueur. Alors que Napoléon Bonaparte prend le pouvoir en France, les chouans reprennent le combat. Georges Cadoudal fait appel aux Anglais et à leur ministre, Windham, pour se procurer des armes et de l’argent, nécessaires à la contre-révolution. Le but avoué du général chouan est désormais de préparer l’arrivée en Bretagne du comte d’Artois, frère de Louis XVIII, qui lui a conféré le titre de Lieutenant général des armées du Roi. C’est dans ce contexte qu’il est amené à faire un passage à la Pointe de Pen Lan. 
Le 1er novembre 1799, Windham écrit au « Général Georges » que rien ne sera épargné de la part du gouvernement britannique pour seconder vos efforts de la manière la plus efficace (…) toute l’attention et tous les moïens du gouvernement ne manqueront pas d’être dirigés vers ce même but (…). Dans le cas où vos propres moïens dans le premier instant ne pourront pas être suffisants, le gouvernement ne se refusera pas à venir à votre secours d’une manière prompte et soutenue. Vous ne douterez pas des sentiments d’intérêts dont je suis pénétré pour votre cause ni de l’empressement que je mettrai pour seconder par tous les moïens en mon pouvoir vos nobles et généreux efforts pour le salut de votre païs et de l’Europe entière. Au nombre de fois où le terme moïens est employé, on sent bien que ces derniers constituent l’enjeu majeur de cette correspondance. Bien entendu, Georges Cadoudal ne refuse pas une telle proposition et une livraison d’armes, de munitions et de fonds monétaires est projetée. En contrepartie, les navires anglais repartiront avec de grandes quantités de grains, pour eux-mêmes et pour leur pays où le blé est rare et cher.

## Préparatifs
Le 4 frimaire an VIII (25 novembre 1799), une lettre de Vannes apprend au chef d’état-major de l’armée d’Angleterre à Rennes que « cinq voiles anglaises sont mouillées dans la baye de Quiberon et l’on a annoncé de plus quoi qu'avec moins de certitude que 40 vaisseaux de ligne et 40 transports de la même nation avoient été reconnus par le travers de Pemarc  on a même ajouté qu’ils étoient en ce moment sous Belle Isle, mais le temps brumeux n’a pas permis de le vérifier. (…) Nous pensons qu’il est également nécessaire que vous en soyez instruit afin de prendre des mesures que pareilles circonstances prescrivent : elles ne peuvent être que le plus prompt rassemblement possible du nombre de troupes suffisant pour repousser une descente. (…) Depuis le 4 brumaire, les insurgés sont maîtres de la campagne et y dominent avec d’autant plus d’assurance et de sécurité qu’il n’y a pas une colonne en marche qui puisse les inquiéter. Quelques villes renfermant des garnisons sont le seul domaine que conserve encore la République mais elles risquent elles-mêmes d’être envahies si elles ne sont pas puissamment secourues. (…) D’après des rapports certains on sait qu’il a paru 14 vaisseaux de guerre sous Belle Isle ».
Ces nouvelles ne sont encore que des rumeurs. Le seul élément avéré est la présence massive des Chouans dans le Morbihan, avertis d’un débarquement imminent. Ainsi, la première version annonçant quarante vaisseaux de ligne accompagnés de quarante autres bateaux de transport est erronée. Les vigies ont été trompées par le temps brumeux. Cependant, plusieurs navires anglais croisent bel et bien au large des côtes bretonnes, apparaissant et disparaissant aussitôt, probablement pour avertir Cadoudal et ses hommes de leur venue prochaine avec la cargaison attendue. 
Ainsi, dans un courrier du 6 frimaire an VIII (27 novembre 1799) adressé au général républicain Hédouville, nous apprenons que « les Anglais ont paru sur nos côtes au nombre de cinq frégates, deux cutters et deux bricks ensuite au nombre de 14 vaisseaux de ligne, ils ont louvoyé dans la baye de Quiberon et l’ont ensuite quittée, mais on ne doute pas qu’ils n’ayent opéré quelque versement d’armes et peut-être d’hommes sur des côtes désertées qu’ils peuvent aborder à leur gré ». Ces navires sont chargés d’effectuer des signaux destinés à avertir les Chouans pour qu’ils se préparent et réunissent les hommes et le matériel nécessaires. Et il semblerait, toujours d’après le même courrier, que ces derniers soient fin prêts : « une de ces colonnes forte de 200 hommes » (il s’agit de l’artillerie de la marine) « dirigée vers Grand Champ a rencontré les Chouans à peu de distance de ce bourg, et s’étant aperçue qu’ils étoient en grand nombre elle s’est repliée. Dans sa retraite ayant donné dans une embuscade elle a essuyé plusieurs coups de fusils qui lui ont tué deux hommes et blessé quelques autres ; les chouans ont fait 9 prisonniers qu’ils ont ensuite renvoyés avec de l’argent ce qui produit dans la troupe un bien mauvais effet. Un détachement de 200 hommes envoyés le 30 à Pontivy afin de porter des dépêches au général Taponier a été également attaqué dans sa route qu’il a néanmoins poursuivie, mais vous voyez que de quelque côté que la troupe se porte elle est aussitôt attaquée, que ce n’est plus avec de faibles détachements que l’on peut tenir la campagne et qu’il faut des forces réelles pour finir cette guerre qui intéresse essentiellement le salut de la Nation ». Malgré les appels à l’aide de Vannes, les troupes républicaines réclamées ne viendront jamais, et ce, malgré le risque suscité par l’omniprésence de la flotte anglaise et le regroupement des Chouans, qui est bien compris : c’est d’un « débarquement dont nous sommes menacés » rappelle Vannes au commandant de la station du Morbihan le 7 frimaire an VIII (28 novembre 1799).
Les mouvements des troupes contre-révolutionnaires ne sont un secret pour personne, notamment de par leur ampleur. Elles se dirigent vers la côte, mais les personnages chargés de la sûreté publique n’ont pas encore déterminé quel pouvait être le lieu de débarquement qu’ils situent dans la presqu’île de Rhuys. Le général Harty, commandant de la subdivision du Morbihan reçoit alors un courrier dont voici un extrait : « un bon citoyen nous assure que les brigands attendent cette nuit ou demain matin au plus tard un débarquement d’armes, d’argent et de munitions, qui doit s’effectuer dans l’île de Rhuis, que dans les cantons de Sarzeau, Surzur et autres avoisinants on a vu la plus grande violence forcer de marcher les jeunes gens qu’on avait jusqu’à ce moment laissés tranquilles et qu’il paroit qu’ils se portent à la côte, on nous prévient de plus qu’il serait possible que pour couvrir ce mouvement ils envoyassent cette nuit un détachement inquiéter les environs de la place de Vannes pour y retenir et concentrer toutes les troupes afin d’effectuer avec plus de sécurité le débarquement et le transport de secours qu’ils attendent ». Les rumeurs exposées dans cette lettre semblent s’appuyer sur des sources fiables, traitres à la cause chouanne, dénonçant la stratégie développée par Georges Cadoudal et ses compagnons. Le 4 brumaire (25 octobre 1799), une partie de leurs forces a attaqué Vannes, dans le but de détourner l’attention des Républicains pendant que le gros des troupes chouannes, menées par Cadoudal, Guillemot, Sol de Grisolles et Mercier la Vendée, s’emparent de pièces d’artillerie à Sarzeau et Redon. Ainsi, les Chouans dominent tout le secteur de Port-Navalo à la Vilaine, d’Elven à Redon où ils préparent le débarquement des moïens anglais.
Le 7 frimaire an VIII (28 novembre 1799), la menace se précise et Vannes signale au contre-amiral Nielly, commandant des armées à Lorient, que « la division anglaise composée d’un vaisseau rasé, deux frégates et deux cutters qui avoient quitté la baye de Quiberon le 1er frimaire est de retour depuis le six à onze heures du matin, et qu’elle y est entrée par les Cardinaux. Les mouvements des ennemis extérieurs semblent coïncider avec ceux de l’intérieur puisque différents avis s’accordent à nous annoncer que tous les jeunes gens sont levés dans les campagnes et paroisses marchent vers les côtes ». A la même date, un autre courrier annonce qu’« un fonctionnaire public nous informe à l’instant que les brigands qui sont à Questembert se portaient au nombre de 1200 sur Muzillac où ils devaient être ce soir ».

## La nuit du 28 au 29 novembre 1799
Ce premier contingent est probablement chargé de regrouper les 15000 hommes nécessaires à la sécurité des lieux avec les charrettes destinées à transporter l’armement anglais (entre 60 et 80). Tous les grands chefs chouans sont là : Cadoudal, Sol de Grisolles, Mercier la Vendée, Guillemot, Rohu et Édouard de La Haye-Saint-Hilaire, leurs troupes ayant été réunies pour protéger le débarquement qui va avoir lieu. Dans la nuit du 28 au 29 novembre, hommes et charrettes convergent vers la Pointe de Pen Lan où sont attendus les navires anglais. A une heure du matin, un coup de canon retentit, signalant le début des opérations avec l’arrivée des trois frégates et deux bâtiments de transport du commodore Keats. Il fait alors un froid terrible et, parmi les hommes qui ont attendu toute la nuit le signal convenu, deux sont morts de froid. Les opérations de débarquement se passent bien, sans incident majeur. Le chef de la flotte anglaise, venant à terre pour s’assurer du bon déroulement des opérations, trouve Georges Cadoudal dans l’eau jusqu’à la hanche, l’épaule sous le bord d’un vaisseau échoué, qu’il voulait remettre à flot. Le capitaine fut bien surpris de trouver dans cette occupation un chef auquel son gouvernement accordait un crédit et dont la réputation était déjà grande en Angleterre . Un convoi de charrettes chargées de quatre canons, deux obusiers de bronze, de la poudre, trente mille fusils et six caisses particulièrement surveillées, contenant des piastres en or, reprend la route de Muzillac vers neuf heures le 29 novembre. Pourtant, le déchargement n’est pas terminé puisque les deux frégates sont encore pleines. Les armes qu’elles contiennent sont déposées dans les bâtiments de l’abbaye toute proche de Prières qui servent de magasins de munitions.
Deux anecdotes sont attachées à cet épisode nocturne. Tout d’abord, la région du débarquement fut bientôt recouverte de bâtons abandonnés par les chouans, désormais équipés de fusils anglais. Ensuite, au mois de janvier 1800, des « gens dignes de foi » affirmèrent avoir assisté au débarquement à la Pointe de Pen Lan de 600 hommes de couleur. Il faut certainement y voir, comme Pierre Dalido qui évoque ce souvenir, les hommes chargés de mener les charrettes, qui se noircirent le visage afin d’éviter d’attirer l’attention…
Bien entendu, le débarquement d’armes s’effectue avec une telle ampleur que les autorités en sont vite averties. Elles préviennent le général Harty à Vannes dès le 8 Frimaire an VIII (29 novembre 1799), alors que les opérations viennent d’avoir lieu : nous venons d’être informés par des voyageurs témoins des faits, que les brigands qui se sont rendus à la côte en très grand nombre, y ont reçu des anglais des hommes, des armes et des munitions de toute espèce et en grande quantité sur les côtes de Musillac et de Billier, pendant la nuit dernière et jusqu’à midi de ce jour. Les rebelles ont pris la route de Péaule et Bourg Paul avec un train d’environ 60 charrettes chargées de munitions et de canons. Il n’y a pas un instant à perdre pour marcher à leur poursuite (…).
Jusqu’alors bloqué dans les murs de Vannes, le général décide d’intervenir. Avec 2 500 hommes, 50 cavaliers et deux pièces d’artillerie, il prend la direction d’Elven où il rejoint la queue du convoi de charrettes, protégée par l’arrière-garde royaliste menée par le général Mercier, Guillemot et Rohu. Appuyés par la venue en renfort des troupes de Cadoudal, ces derniers repoussent les soldats républicains qui se replient dans Vannes sans avoir fait un seul prisonnier.

## Conclusion
Le débarquement de la Pointe de Pen Lan est donc une totale réussite pour Cadoudal et les chouans. La conclusion de cet épisode est exposée dans une lettre du 10 Frimaire an VIII (1er décembre 1799), adressée au général Hédouville, à Nantes : 

« L’escadre anglaise forte de 20 et quelques voiles occupe toujours nos côtes et remplit sans obstacle les opérations pour lesquelles elle a été envoyée, se portant tantôt dans un point, tantôt sur un autre. Elle a exécuté des débarquements d’armes, de munitions et probablement d’hommes sur la pointe de Penelan près Musillac, à l’embouchure de la Vilaine. Un grand rassemblement d’insurgés s’y est rendu pour recevoir ce convoi et le transporter dans les terres. Le général Harty informé de ces circonstances dans la nuit du 8 au 9 courant et sortit à 5 heures du matin avec une colonne de 2 000 hommes pour tacher d’intercepter ce convoi. [...] La colonne rencontra les ennemis mais elle ne put atteindre le convoi et cette expédition n’eut pas tout le succès qu’on s’en était promis. [...] Les insurgés se renforcent, ils sont actuellement munis de fusils anglais neufs, ils ont des pièces de canons et deux obusiers avec ces moyens il n’y a plus de place qui puisse leur résister et si vous ne vous empressez pas de faire passer des forces dans ce département, vous devez vous attendre qu’il ne fera bientôt plus partie de la République. »

Après le débarquement de la Pointe de Pen Lan, d’autres livraisons d’armes eurent lieu dans la région, la flotte anglaise restant stationnée au large de l’île de Houat. Cependant, devant l’insistance du premier consul Bonaparte à rétablir la paix, certains chefs chouans promirent de rendre les armes. Ce ne fut pas le cas de Cadoudal qui, malgré une tentative de réconciliation menée par Bonaparte, préféra passer en Angleterre pour y préparer l’assassinat puis l’enlèvement de ce dernier. La conspiration fut un échec et Cadoudal, arrêté en février 1804, fut guillotiné en place de Grève à Paris, avec onze de ses compagnons. « Mourons pour notre Dieu et notre Roi » furent ses dernières paroles.